# 2,2',2'',2'''-四联吡啶
2,2',2'',2'''-四联吡啶是一种有机化合物，化学式为(NC5H4-C5H3N)2，它存在多种同分异构体，这些同分异构体都是无色固体，其中，2,2',2'',2'''-四联吡啶在配位化学中可被用作四齿配体而受到关注。

## 合成
2,2',2'',2'''-四联吡啶可由6-溴-2,2'-联吡啶在乙酸钯催化下、碳酸钾存在下加热偶联得到。